# Antônio Euzébio Gonçalves de Almeida
Antônio Euzébio Gonçalves de Almeida (Salvador, 14 de agosto de 1841 — 26 de março de 1891) foi um político brasileiro. Exerceu o mandato de deputado federal constituinte pela Bahia em 1891.